# Blaues Band (Touristikroute)

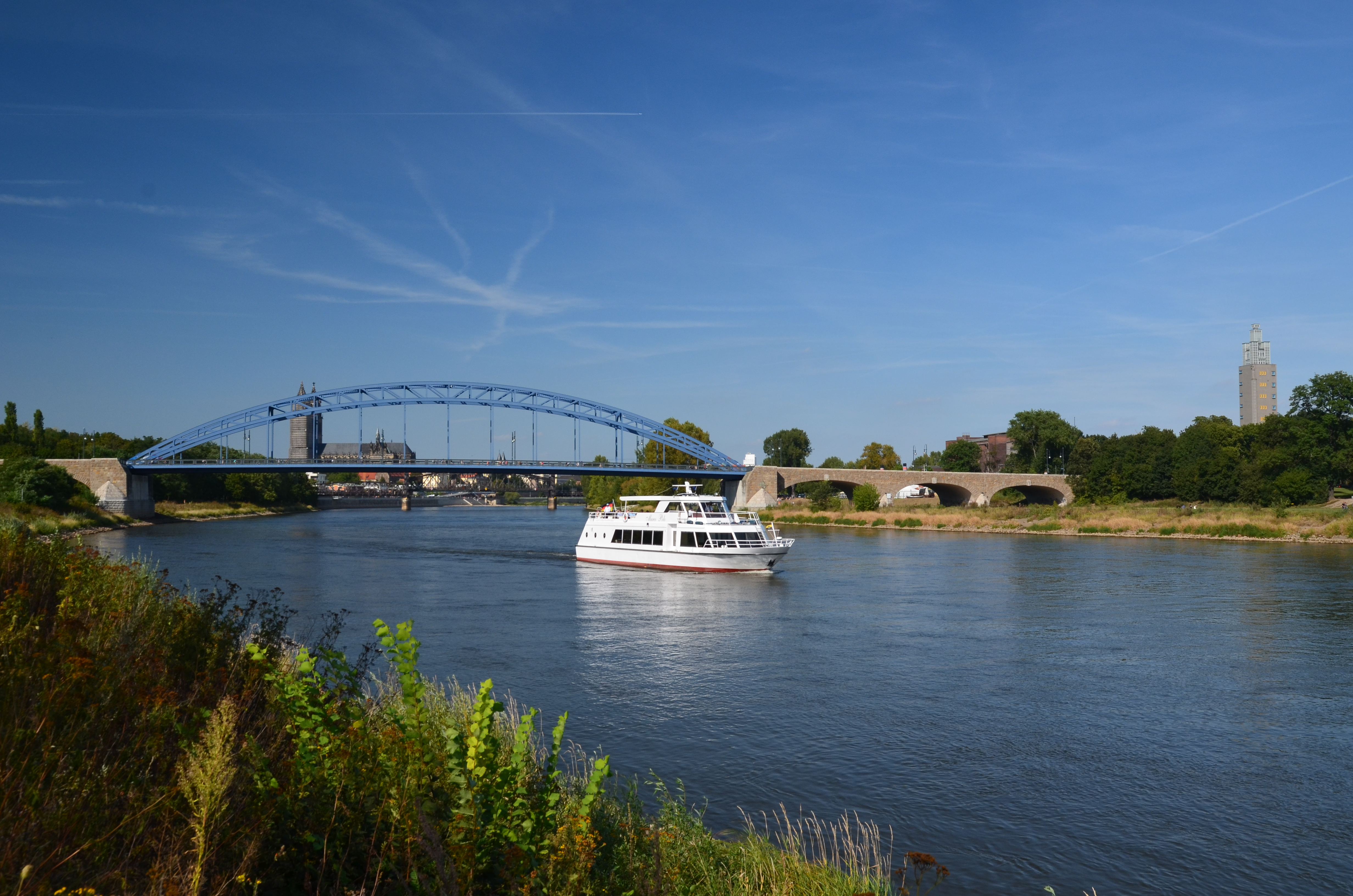
Elbe in Magdeburg

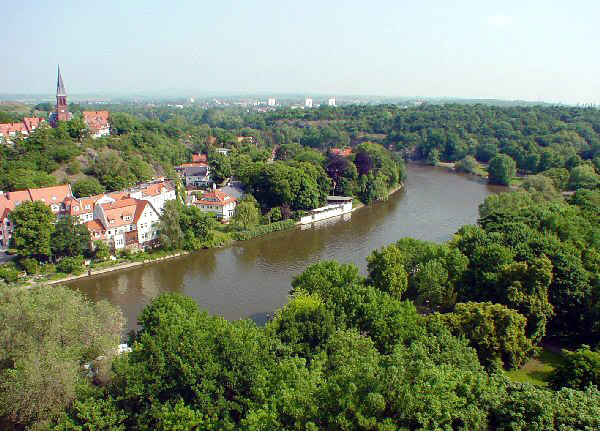
Saale in Halle (Saale)

Die Touristikroute Blaues Band ist eine touristische Initiative des Landes Sachsen-Anhalt.

## Beschreibung
Die 1995 ins Leben gerufene Touristikroute soll den Wassertourismus entlang der Elbe und ihren Nebenflüssen in Sachsen-Anhalt weiterentwickeln und fördern. Eine Besonderheit der Flüsse sind die naturnahen Zustände der Landschaften. Grund dafür war die innerdeutsche Grenze im Kalten Krieg, wodurch die Elbe den Anschluss zur Nord- und Ostsee verlor. Sie wurde deshalb nicht weiter ausgebaut, was den Wassersport, die Wirtschaft und den Wassertourismus behinderte. Diese Naturbelassenheit ist heute in Europa nahezu einmalig, weswegen auf dieses Potenzial der Flüsselandschaften seit der Wende aufgebaut wird.
Das wassertouristische Netzwerk besteht aus den folgenden Gewässern:
- Elbe – die Landschaft rund um den Hauptfluss ist in Sachsen-Anhalt als Biosphärenreservat Mittelelbe durch die UNESCO geschützt
- Mittellandkanal – eher wenige landschaftliche Reize durch hoch aufgeschüttete Dämme, jedoch sehenswerte Städte wie Haldensleben oder Calvörde
- Elbe-Havel-Kanal – ebenfalls wenige landschaftliche Reize, sehenswerte Städte sind unter anderem Burg (bei Magdeburg) und Genthin
- Havel – weite Sicht aufs Land, intakte Natur und Lebensraum vieler seltener Tier- und Pflanzenarten
- Saale – zahlreiche Burgen und Schlösser befinden sich an der Saale
- Unstrut – nördlichstes Weinbaugebiet Deutschlands, zahlreiche Burgen und Schlösser
- Arendsee, Bergwitzsee, Talsperre Kelbra, Concordiasee, Geiseltalsee, Goitzsche